# Grand Bend
Grand Bend är en ort i Kanada.   Den ligger i provinsen Ontario, i den sydöstra delen av landet, 500 km väster om huvudstaden Ottawa. Grand Bend ligger 185 meter över havet och antalet invånare är 2 102.
Terrängen runt Grand Bend är platt, och sluttar västerut. Närmaste större samhälle är Thedford, 18,8 km sydväst om Grand Bend.
Trakten runt Grand Bend består till största delen av jordbruksmark. Runt Grand Bend är det mycket glesbefolkat, med 7 invånare per kvadratkilometer.